# Podpora výroby elektřiny z obnovitelných zdrojů v České republice
Státní podpora výroby elektřiny z obnovitelných zdrojů energie, tj. z energie větru, slunečního záření, geotermální energie, vodní energie, energie půdy, vzduchu, biomasy, skládkového plynu, kalového plynu a bioplynu, byla v České republice vyhlášena zákonem č. 180/2005 Sb. Uvedený zákon pak byl od 1. ledna 2013 nahrazen zákonem č. 165/2012 Sb., o podporovaných zdrojích energie. V roce 2025 pak byl přijat zákon č. 249/2025 Sb. (zákon o urychlení využívání obnovitelných zdrojů energie), který závádí pojem tzv. akcelračních oblastí umožňujících rychlejší rozvoj obnovitelných zdrojů. 

## Fotovoltaika

### Rozmach elektráren
| rok    | instalovaný výkon nových elektráren |
| ------ | ----------------------------------- |
| 2005   | 0,1                                 |
| 2006–7 | 3,6                                 |
| 2008   | 57,4                                |
| 2009   | 392,7                               |
| 2010   | 1377,5                              |
| 2011   | 80,9                                |
| 2012   | 104,4                               |
| 2013   | 50,7                                |

Původní zákon navrhla 13. listopadu 2003 vláda Vladimíra Špidly a v Poslanecké sněmovně pro něj kromě stran vládní koalice (ČSSD, KDU-ČSL a US-DEU) hlasovala 23. února 2005 i KSČM. Proti byla jen ODS. Během projednávání Poslanecké sněmovně bylo pozměňovacím návrhem poslankyně Hany Šedivé z ČSSD snížen limit meziročního poklesu výkupních cen z navrhovaných 10 na 5 %. Také Senát návrh 31. března 2005 schválil, proti byli jen dva senátoři a zdrželo se 13 senátorů (opět převážně ODS). Prezident Václav Klaus přijatý zákon nevetoval, ale ani nepodepsal.
V letech 2005–2007 byly připojeny elektrárny o instalovaném výkonu 3,7 MW, v roce 2008 již 57,4 MW. V letech 2008–2010 nastal razantní pokles ceny fotovoltaických technologií a opožděná reakce státu, který adekvátně a včas nesnížil výši podpor, vedla v letech 2009 a 2010 k rozmachu výstavby fotovoltaických elektráren, který způsobil zdražení elektrické energie v zemi o desítky procent. 
V reakci na strmý vzestup instalovaného výkonu fotovoltaických elektráren v roce 2008 Ministerstvo průmyslu a obchodu v srpnu 2009 uvedlo, že chystá novelu zákona umožňující razantní snížení výkupních cen, když tato novela měla být účinná již od 1. ledna 2010. Krátká novela byla však vládou Jana Fischera schválena až v listopadu 2009 a umožňovala snížení výkupních cen až od 1. ledna 2011. Poslanecká sněmovna sice měla možnost novelu pozměnit a přijmout ve zrychleném řízení (podobně jako obměněná sněmovna přijímala novely na konci roku 2010), její jednání však bylo blokováno obstrukcemi ODS, takže ke schválení novely došlo až v roce 2010. Novela byla vyhlášena ve Sbírce zákonů v květnu 2010. Podpora byla dále snížena v září 2010, kdy vláda nechala v režimu legislativní nouze schválit novelu zákona, která pro další nově postavené solární elektrárny, zejména velkoplošné, podporu dále omezila. 
Elektrárny postavené do konce roku 2010 však mají zaručeny extrémně zvýhodněné výkupní ceny elektřiny na dobu 20 let s pravidelným ročním navýšením o 2 %. Celkem byly v letech 2005–2013 postaveny fotovoltaické elektrárny o instalovaném výkonu 2067,2 MW, když pouze v roce 2010 byly za extrémně výhodných podmínek připojeny do sítě v kategorii nad 30 kW instalovaného výkonu elektrárny o instalovaném výkonu 1330,9 MW (tj. 64,4 %).

### Státní podpora
Česká republika dlouhodobě podporuje fotovoltaiku formou garantovaných výkupních cen. Tyto výkupní ceny jsou vyhlašovány každý rok Energetickým regulačním úřadem a jsou fixovány po dobu 20 let (cena se navíc každý rok valorizuje o minimálně 2 %). V roce 2014 je podpora pro nové zdroje nulová.
Zákon č. 180/2005 Sb. i zákon č. 165/2012 Sb. stanovuje dva módy výkupu pro fotovoltaické elektrárny:
- Garantovaná výkupní cena je fixovaná na 20 let s pravidelným ročním navýšením o 2 %;, energii je povinen odebírat jeden z hlavních energetických distributorů (ČEZ, E.ON, PRE)
- Zelený bonus je fixován pouze na jeden rok, jde o příspěvek k vyrobené elektrické energii, kterou si provozovatel elektrárny může spotřebovat sám nebo prodat třetímu subjektu za libovolnou cenu.[18]

| výkon zdroje (kW) | 2005  | 2006 – 2007 | 2008   | 2009   | 2010   | 2011  | 2012  | 1/2013 – 6/2013 | 6/2013 – 12/2013 | 2014 |
| ----------------- | ----- | ----------- | ------ | ------ | ------ | ----- | ----- | --------------- | ---------------- | ---- |
| 0 – 5             | 7 418 | 15 565      | 15 180 | 14 232 | 13 265 | 7 959 | 6 410 | 3 478           | 3 050            | 0    |
| 5 – 30            | 7 418 | 15 565      | 15 180 | 14 232 | 13 265 | 7 959 | 6 410 | 2 887           | 2 479            | 0    |
| 30 – 100          | 7 418 | 15 565      | 15 180 | 14 139 | 13 161 | 6 264 | 0     | 0               | 0                | 0    |
| >100              | 7 418 | 15 565      | 15 180 | 14 139 | 13 161 | 5 837 | 0     | 0               | 0                | 0    |

| výkon zdroje (kW) | 2005  | 2006 – 2007 | 2008   | 2009   | 2010   | 2011  | 2012  | 1/2013 – 6/2013 | 6/2013 – 12/2013 | 2014 |
| ----------------- | ----- | ----------- | ------ | ------ | ------ | ----- | ----- | --------------- | ---------------- | ---- |
| 0 – 5             | 6 688 | 14 835      | 14 450 | 13 643 | 12 665 | 7 359 | 5 810 | 2 878           | 2 450            | 0    |
| 5 – 30            | 6 688 | 14 835      | 14 450 | 13 643 | 12 665 | 7 359 | 5 810 | 2 287           | 1 879            | 0    |
| 30 – 100          | 6 688 | 14 835      | 14 450 | 13 409 | 12 431 | 5 534 | 0     | 0               | 0                | 0    |
| >100              | 6 688 | 14 835      | 14 450 | 13 409 | 12 431 | 5 107 | 0     | 0               | 0                | 0    |

### Solární daň
V roce 2010 byla v reakci na rozmach solární energie zavedena tzv. solární daň ve formě odvodu z elektřiny ze slunečního záření ve výši 26 % garantované výkupní ceny elektřiny (28 % ze zeleného bonusu) z fotovoltaických elektráren uvedených do provozu v období 1. ledna 2009 – 31. prosince 2010, když osvobozeny byly elektrárny s instalovaným výkonem do 30 kW umístěné na budovách. Tento odvod měl platit v letech 2011 až 2013. Zavedení toho odvodu napadla u Ústavního soudu skupina 20 senátorů pod vedením Jiřího Čunka s právním zástupcem Janek Kalvodou. Ústavní soud návrh zamítl, když neshledal rozpor porušení ústavně zaručených práv.
V roce 2013 byla platnost odvodu prodloužena na neurčito, byl však snížen na 10 % (11 % u zeleného bonusu) a omezen pouze na elektrárny uvedené do provozu v roce 2010.